# Tschernolutschinski
Tschernolutschinski (russisch Чернолу́чинский) ist eine Siedlung städtischen Typs in der Oblast Omsk in Russland mit 1681 Einwohnern (Stand 14. Oktober 2010).

## Geographie
Der Ort liegt 40 km Luftlinie nordwestlich der Stadtmitte des Oblastverwaltungszentrums Omsk im südlichen Teil des Westsibirischen Tieflands, etwa einen Kilometer vom rechten Ufer des Irtysch entfernt, von dem er durch ein Kiefernwaldmassiv getrennt ist.
Tschernolutschinski gehört zum Rajon Omski und befindet sich etwa 45 km nordwestlich von dessen Verwaltungszentrum Rostowka. Die Siedlung ist Sitz und einzige Ortschaft der Stadtgemeinde Tschernolutschinskoje gorodskoje posselenije.

## Geschichte
Der Ort entstand Anfang der 1950er-Jahre als Datschensiedlung; außerdem wurden dort einige Sanatorien und Erholungsheime (russisch dom otdycha) errichtet, unter anderem des Omsker Agrarainstitutes und in den 1970er-Jahren auch der Universität Omsk. Der Name der Siedlung ist vom einige Kilometer südlich gelegenen, bereits im 17. Jahrhundert gegründeten Dorf Tschernolutschje abgeleitet, der wiederum auf die dortige „Schwarze Flussschleife“ (russisch Tschornaja luka) des Irtysch Bezug nimmt.
Am 31. August 1958 erhielt der Ort den offiziellen Status einer „Datschensiedlung“ (russisch datschny possjolok), gleichgestellt einer Siedlung städtischen Typs. Die Siedlung wurde  trotz ihrer Lage im Omski rajon zunächst der Verwaltung des Stadtrajons Sowetski der Stadt Omsk unterstellt. Seit 1962 ist das Erholungsgebiet um Tschernolutschinski und das gut 5 km nordöstlich gelegene Dorf Krasnojarka „Kurort lokaler Bedeutung“. Im November 1987 kam Tschernolutschinski zum Omski rajon.

### Bevölkerungsentwicklung
| Jahr | Einwohner |
| ---- | --------- |
| 1989 | 4130      |
| 2002 | 2724      |
| 2010 | 1681      |

Anmerkung: Volkszählungsdaten

## Verkehr
Nach Tschernolutschinski besteht Straßenverbindung über die Regionalstraße 52N-602, abzweigend von der einige Kilometer östlich verlaufenden 52N-335, die Omsk mit Krasnojarka verbindet.